# Marathon féminin aux championnats du monde d'athlétisme 1995
Navigation
Stuttgart 1993 Athènes 1997
L'épreuve du marathon féminin des championnats du monde d'athlétisme 1995 s'est déroulée le 5 août 1995 dans les rues de Göteborg en Suède, avec une arrivée à l'Ullevi Stadion. Elle est remportée par la Portugaise Manuela Machado.

## Résultats
| Rang               | Athlète                   | Pays             | Temps           | Notes |
| ------------------ | ------------------------- | ---------------- | --------------- | ----- |
| Médaille d'or      | Manuela Machado           | Portugal         | 2 h 25 min 39 s |       |
| Médaille d'argent  | Anuţa Cătună              | Roumanie         | 2 h 26 min 25 s | NR    |
| Médaille de bronze | Ornella Ferrara           | Italie           | 2 h 30 min 11 s |       |
| 4                  | Małgorzata Sobańska       | Pologne          | 2 h 31 min 10 s |       |
| 5                  | Ritva Lemettinen          | Finlande         | 2 h 31 min 19 s |       |
| 6                  | Mónica Pont               | Espagne          | 2 h 31 min 53 s |       |
| 7                  | Linda Somers              | États-Unis       | 2 h 32 min 12 s |       |
| 8                  | Sonja Krolik              | Allemagne        | 2 h 32 min 17 s |       |
| 9                  | Sachiyo Seiyama           | Japon            | 2 h 33 min 07 s |       |
| 10                 | Lidia Șimon               | Roumanie         | 2 h 33 min 18 s |       |
| 11                 | Miki Igarashi             | Japon            | 2 h 34 min 34 s |       |
| 12                 | Yukari Komatsu            | Japon            | 2 h 35 min 33 s |       |
| 13                 | Kirsi Rauta               | Finlande         | 2 h 35 min 39 s |       |
| 14                 | Jane Salumäe              | Estonie          | 2 h 35 min 53 s |       |
| 15                 | Kerryn McCann             | Australie        | 2 h 36 min 29 s |       |
| 16                 | Kimberly Rosenquist-Jones | États-Unis       | 2 h 37 min 06 s |       |
| 17                 | Ingmarie Nilsson          | Suède            | 2 h 37 min 17 s |       |
| 18                 | Susan Mahony              | Australie        | 2 h 37 min 38 s |       |
| 19                 | Fatuma Roba               | Éthiopie         | 2 h 39 min 27 s |       |
| 20                 | Nelly Glauser             | Suisse           | 2 h 40 min 42 s |       |
| 21                 | Maria Luisa Muñoz         | Espagne          | 2 h 41 min 37 s |       |
| 22                 | Trudi Thomson             | Royaume-Uni      | 2 h 41 min 42 s |       |
| 23                 | Judit Földing-Nagy        | Hongrie          | 2 h 42 min 03 s |       |
| 24                 | Larisa Zyuzko             | Russie           | 2 h 42 min 12 s |       |
| 25                 | Cathy Shum                | Irlande          | 2 h 43 min 20 s |       |
| 26                 | Nurten Tasdemir           | Turquie          | 2 h 44 min 36 s |       |
| 27                 | Aura Buia                 | Roumanie         | 2 h 45 min 13 s |       |
| 28                 | Alison Rose               | Royaume-Uni      | 2 h 45 min 52 s |       |
| 29                 | Nyla Carroll              | Nouvelle-Zélande | 2 h 50 min 25 s |       |
| 30                 | Chu Winnie Ng Lai         | Hong Kong        | 3 h 01 min 08 s |       |
| 31                 | Isabel Tum                | Guatemala        | 3 h 02 min 02 s |       |
| 32                 | Gilda Mendez              | Panama           | 3 h 05 min 00 s |       |
| —                  | Maria Guadalupe Loma      | Mexique          | DNF             |       |
| —                  | Dorthe Rasmussen          | Danemark         | DNF             |       |
| —                  | Birgit Jerschabek         | Allemagne        | DNF             |       |
| —                  | Nadia Prasad              | France           | DNF             |       |
| —                  | Carole Rouillard          | Canada           | DNF             |       |
| —                  | Angelina Kanana           | Kenya            | DNF             |       |
| —                  | Anita Håkenstad           | Norvège          | DNF             |       |
| —                  | Rocío Ríos                | Espagne          | DNF             |       |
| —                  | Marina Belyayeva          | Russie           | DNF             |       |
| —                  | Elaine Van Blunk          | États-Unis       | DNF             |       |
| —                  | Nadezhda Ilyina           | Russie           | DNF             |       |
| —                  | Janet Mayal               | Brésil           | DNS             |       |

## Légende
Records et Performances
- AR : Record continental (area record)
- CR : Record des championnats (championship record)
- MR : Record du meeting (meet record)
- NR : Record national (national record)
- OR : Record olympique (olympic record)
- PR : Record paralympique (paralympic record)
- PB : Record personnel (personal best)
- SB : Meilleure performance personnelle de la saison (season's best)
- WL : Meilleure performance mondiale de l'année (world leader)
- WJR : Record du monde junior (world junior record)
- WR : Record du monde (world record)

Circonstances et Conditions
- DNF : N'a pas terminé (did not finish)
- DNS : N'a pas pris le départ (did not start)
- DQ : Disqualification (disqualification)
- NM : Aucun essai valable enregistré (No Mark)
- Q : Qualifié « directement » au prochain tour (ou à la prochaine compétition), lors d'une compétition majeure, grâce au classement ou à la réalisation des minima (automatic qualifier)
- q : Qualifié au prochain tour (ou à la prochaine compétition), lors d'une compétition majeure, grâce au repêchage ou à la réalisation de l'une des meilleures performances parmi celles des « non qualifiés directement » (grâce au meilleur temps ou à la meilleure distance par exemple) (secondary qualifier)